# Arambourgisuchus
Arambourgisuchus — це вимерлий рід крокодиломорфів дирозавридів пізнього палеоцену в Марокко, знайдений у регіоні Сіді-Ченан у 2000 році після співпраці французьких і марокканських установ і описаний у 2005 році командою під керівництвом палеонтолога Стефана Жуво. Арамбургізух був великою твариною з подовженим черепом довжиною 1 метр.